# Hydrodynamiczne prawo Newtona
Hydrodynamiczne prawo Newtona – fundamentalne prawo mechaniki płynów rzeczywistych, którego zasadnicza idea sformułowana została przez Izaaka Newtona w XVII wieku. Współcześnie używana wersja tego prawa jest zgodna z ideą Newtona, stosuje jednak wiele ścisłych pojęć nieznanych w fizyce XVII wieku.

## Sformułowanie słowne
Zgodnie z hydrodynamicznym prawem Newtona naprężenie ścinające w płynie jest wprost proporcjonalne do występującej w nim szybkości ścinania, a współczynnik proporcjonalności zwany lepkością jest parametrem charakterystycznym dla danego rodzaju płynu.

## Ścisłe sformułowanie matematyczne
Naprężenie ścinające w danym punkcie materialnym płynu, reprezentowane przez dewiatorowy tensor naprężeń (ang. deviatoric stress tensor) jest wprost proporcjonalne do występującej w jego otoczeniu tego punktu szybkości ścinania reprezentowanej przez tensor szybkości ścinania {\displaystyle D_{ik},} lub tensor Rivlina-Ericksena {\displaystyle A_{ik},} a skalarny współczynnik proporcjonalności zwany lepkością jest parametrem charakterystycznym dla danego rodzaju płynu. Reguła powyższa może być wyrażona w dwóch alternatywnych, równoważnych formułach matematycznych:
{\displaystyle T_{ik}+\,p\,\delta _{ik}=2\,\mu \,D_{ik},}
{\displaystyle T_{ik}+\,p\,\delta _{ik}=\mu \,A_{ik},}
gdzie {\displaystyle T_{ik}} jest tensorem naprężeń, {\displaystyle p} jest ciśnieniem płynu, {\displaystyle \delta _{ik}} jest tensorem jednostkowym (deltą Kroneckera), a {\displaystyle \mu } jest lepkością płynu. Wyrażenia z lewej strony powyższych równań reprezentują dewiatorowy tensor naprężeń.

## Sformułowanie w postaci skalarnej
Naprężenie ścinające w danym punkcie materialnym płynu {\displaystyle \tau } jest wprost proporcjonalne do występującej w otoczeniu tego punktu szybkości ścinania {\displaystyle {\dot {\gamma }},} a współczynnik proporcjonalności zwany lepkością {\displaystyle \mu } jest parametrem charakterystycznym dla danego rodzaju płynu:
{\displaystyle \tau =\mu \,{\dot {\gamma }}.}

## Znaczenie fizykalne
Hydrodynamiczne prawo Newtona stanowi podstawę mechaniki płynów newtonowskich, zwanych też, niezbyt precyzyjnie, płynami rzeczywistymi. Wiąże ono naprężenie w płynie z szybkością ścinania. Wprowadza pojęcie tarcia wewnętrznego między poruszającymi się względem siebie sąsiadującymi warstwami płynu. Miarą wielkości tego tarcia jest lepkość płynu, traktowana jako fizykalna cecha charakterystyczna dla danego rodzaju płynu.
Hydrodynamiczne prawo Newtona wprowadza zatem pojęcie lepkości płynu. Pojęcia tego nie można zdefiniować w oderwaniu od hydrodynamicznego prawa Newtona.
Hydrodynamiczne prawo Newtona nie funkcjonuje w odniesieniu do płynów idealnych stanowiących abstrakcję umysłową. Stosowanie praw mechaniki płynów idealnych w odniesieniu do przepływów płynów rzeczywistych prowadzi często do paradoksów hydrodynamiki.
Hydrodynamiczne prawo Newtona nie stosuje się do tzw. płynów nieliniowych, zwanych też płynami nienewtonowskimi.

## Inne informacje
Hydrodynamicznego prawa Newtona nie należy mylić z powszechnie znanymi trzema prawami mechaniki Newtona, dotyczącymi ogólnych ruchów ciał.